# Herman Norling

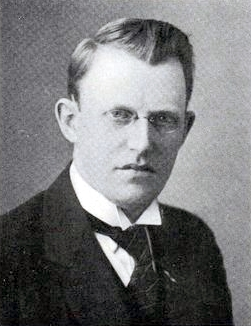
Herman Norling

Herman Norling, född 6 juni 1889 i Rämmens församling, Filipstad, Värmland, död 18 oktober 1978 i Norrstrands församling, Karlstad var snickare, landstingsdirektör och politiker (socialdemokrat).
Norling var ledamot av riksdagens andra kammare från 1921, invald i Värmlands läns valkrets.
Som ung fick Norling arbete vid Lesjöfors bruk. Under storstrejken 1909 var han strejkledare och fick därför sparken och svartlistades. Till slut fick han arbete på ett bygge i Stockholm och efter ett kringflackande liv under flera år fick han åter anställning vid Lesjöfors bruk. Han var fackligt och politiskt engagerad och var tongivande bland socialdemokrater på orten. År 1920 valdes han till riksdagen efter att ha nominerats på en spränglista. Norling var riksdagsman i fyra perioder och övergick därefter till att arbeta för landstinget. Han var landstingsdirektör i Värmland mellan 1943 och 1956.
Norling var ledamot av egnahemsnämnden, mödrahjälpsnämnden, länsnykterhetsnämnden, värnpliktslånenämnden och även av fritidsnämnden för Värmlands län under andra världskriget.